# Thersites (slak)
Thersites is een geslacht van weekdieren uit de klasse van de Gastropoda (slakken).